# Зои 101
Зои 101 (енгл. Zoey 101) америчка је телевизијска серија коју је створио Ден Шнајдер за Nickelodeon. Емитована је од 9. јануара 2005. до 2. маја 2008. Прати тинејџерку Зои Брукс и њен живот у интернату у Калифорнији.
Првобитно је снимана на Универзитету Пепердајн у Малибуу, а потом на сетовима у Валенсији почешви са трећом сезоном. Године 2005. номинована је за Еми за најбољи дечји програм. Најскупља је серија коју је произвео Nickelodeon, јер је у потпуности снимљена у Малибуу. Филмски наставак, Зои 102, приказан је 27. јула 2023.

## Радња
Серија је усредсређена на Зои Брукс док се уписује на Академију Пасифик коуст, интернат коју су раније смели похађати само дечаци. Током читаве серије Зои и њени пријатељи крећу се животом као тинејџери на интернату. Како серија напредује, група пријатеља се зближава.

## Улоге
| Глумац           | Улога         |
| ---------------- | ------------- |
| Џејми Лин Спирс  | Зои Брукс     |
| Пол Бачер        | Дастин Брукс  |
| Шон Флин         | Чејс Метјуз   |
| Кристин Херера   | Дана Круз     |
| Кристофер Меси   | Мајкл Берет   |
| Алекса Николас   | Никол Бристоу |
| Ерин Сандерс     | Квин Пенски   |
| Метју Андервуд   | Логан Рис     |
| Викторија Џастис | Лола Мартинез |
| Остин Батлер     | Џејмс Герет   |

## Епизоде
| Сезона | Сезона | Епизоде | Епизоде | Оригинално емитовање | Оригинално емитовање |
| Сезона | Сезона | Епизоде | Епизоде | Премијера            | Финале               |
| ------ | ------ | ------- | ------- | -------------------- | -------------------- |
|        | 1.     | 13      | 13      | 9. јануар 2005.      | 1. мај 2005.         |
|        | 2.     | 12      | 12      | 10. септембар 2005.  | 30. април 2006.      |
|        | 3.     | 23      | 23      | 24. септембар 2006.  | 4. јануар 2008.      |
|        | 4.     | 13      | 13      | 27. јануар 2008.     | 2. мај 2008.         |